# 刈谷市郷土資料館
刈谷市郷土資料館（かりやしきょうどしりょうかん）は愛知県刈谷市にある郷土資料館。1980年（昭和55年）5月1日開館。

## 歴史

### 開館の経緯
建物は1928年（昭和3年）10月に亀城尋常高等小学校（現在の刈谷市立亀城小学校）の本館として建設されたものである。校舎としては老朽化が進行したことから、1974年（昭和49年）には新校舎が建設され、1977年（昭和52年）には特別教室棟が完成し、その後は全く使用されていなかった。刈谷市はこの建物の取り壊しを計画したが、卒業生や文化人などが保存運動を展開し、資料館としての保存が決定した。
保存が決定した際には具体的な展示物は決まっていなかったが、市民からは相次いで農具・柱時計・ランプなどの民具が寄贈された。1979年（昭和54年）1月には改装工事に着工し、1979年度いっぱいで展示品の整理などを行った。資料館の開館には事業費7500万円が投じられている。

### 開館後
1980年（昭和55年）5月1日に刈谷市郷土資料館として開館した。1999年（平成11年）2月17日には国の登録有形文化財に登録されている。2011年（平成23年）4月29日には改装・改修工事が終わり、館内の公開を再開した。

## 建築
設計は大中肇。大中は1908年（明治41年）から1924年（大正13年）まで愛知県営繕係（後に営繕課）の技手を務め、愛知県立第八中学校（現在の愛知県立刈谷高等学校）や刈谷町立高等女学校（現在の愛知県立刈谷北高等学校）の校舎を担当。1924年（大正13年）には愛知県営繕課を退職し、碧海郡刈谷町（現在の刈谷市）に大中建築事務所を開設して独立していた。
外観はバロック様式の流れを汲むものであり、構造は鉄筋コンクリート構造2階建て、屋根は瓦葺、建築面積は748m2である。

## 収集・展示
館内には8つの展示室があり、刈谷市の歴史や考古資料、民俗資料などを展示している。また、刈谷市城町図書館の2階には分室があり、刈谷城の城主であった水野勝成が市原稲荷神社に寄進した獅子頭や天誅組総裁であった松本奎堂の肖像画などが保存されている。なお、分室展示室については刈谷市歴史博物館の開館に伴う展示物移転のため、2018年（平成30年）8月31日に閉館している。

### 1階
- 第6展示室 - 昔の教室。
- 第7展示室 - 昭和のコレクション。
- 第8展示室 - 昭和30年代の一般家庭の部屋。
- 事務室
- 研修室
- 玄関ホール
- 櫓時計

### 2階
- 第1展示室 - 教育の部屋。
- 第2展示室 - 土地利用の変化と農具の変遷（秋）。
- 第3展示室 - 土地利用の変化と農具の変遷（春）。
- 第4展示室 - 公共施設・交通・道具の変遷
- 第5展示室 - はた織り体験。

### ギャラリー

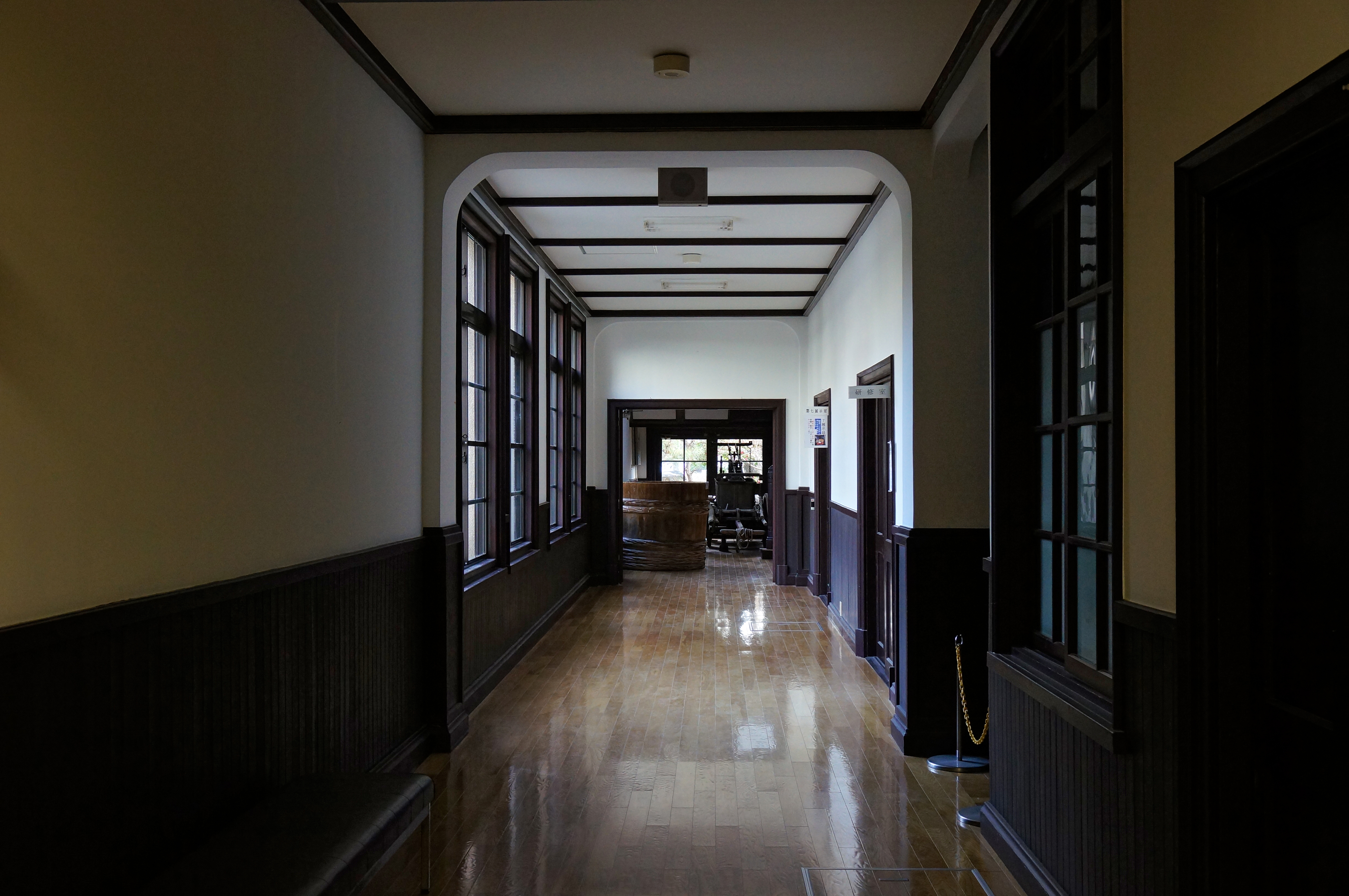
1階廊下
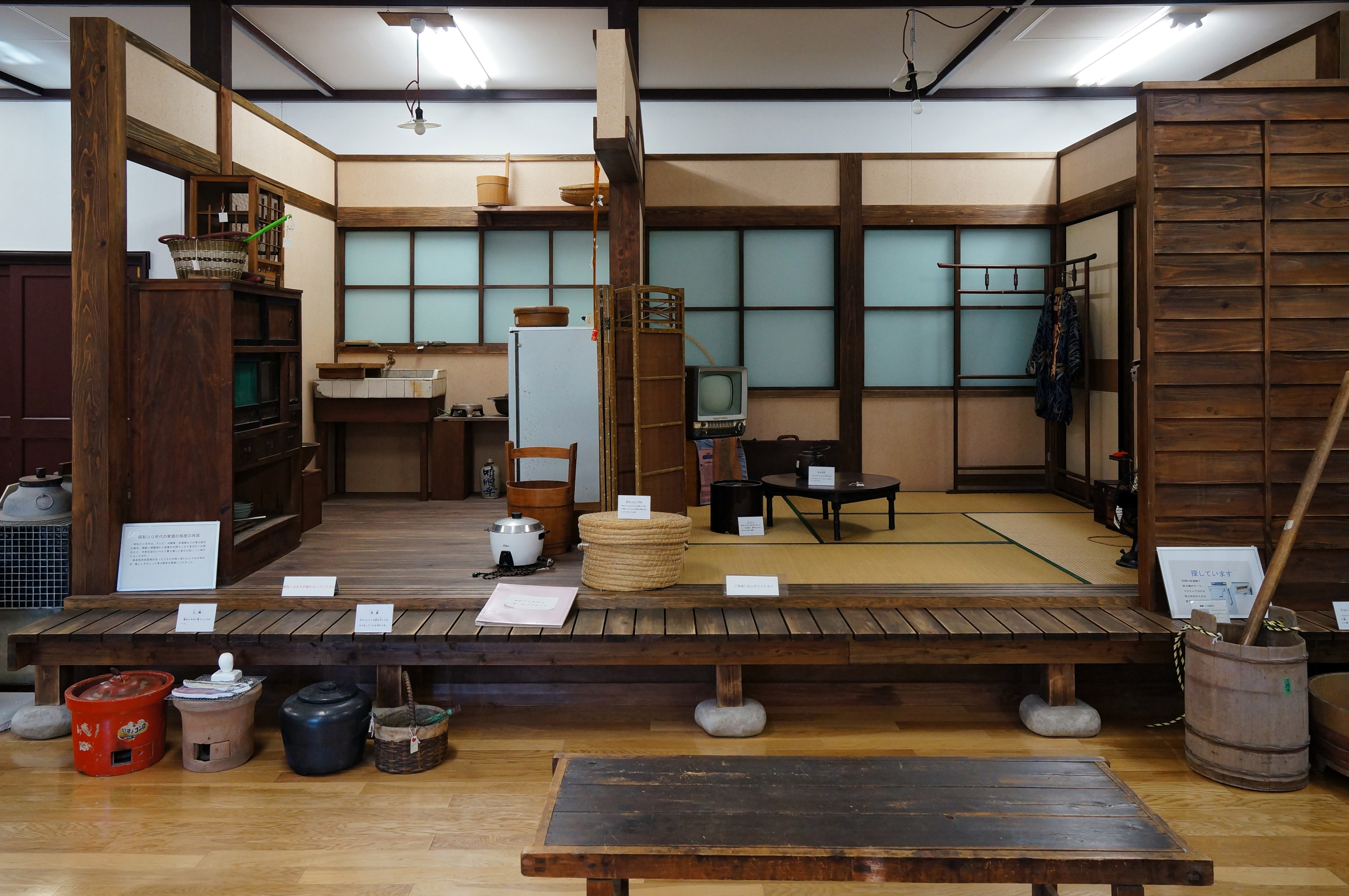
1階展示室 昭和時代の部屋のジオラマ
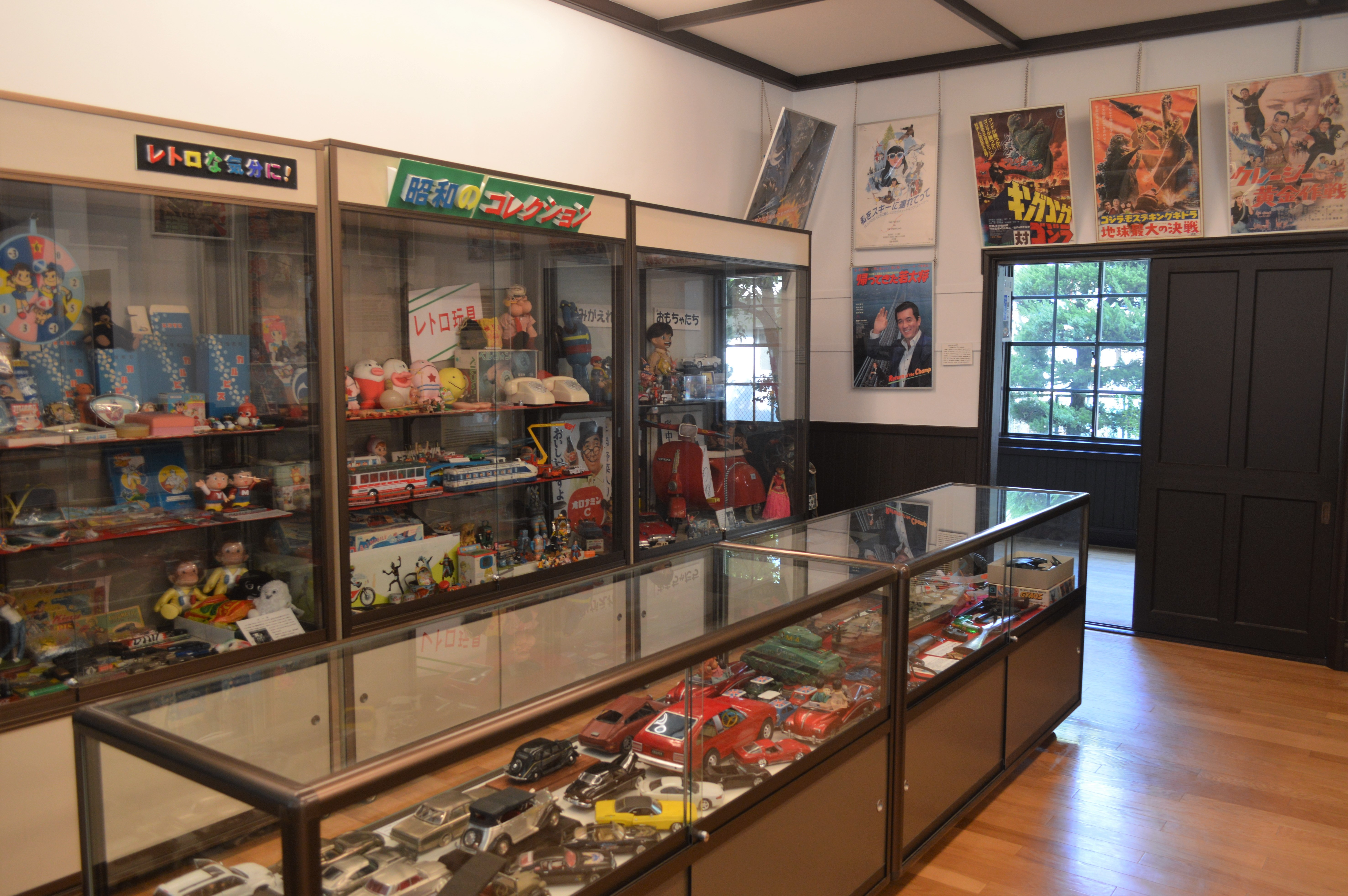
1階展示室 「昭和のコレクション」

## 利用案内
- 入館料：無料
- 開館時間：9時00分～16時30分
- 休館日：月曜、祝日の翌日、年末年始

## 交通アクセス
- 名鉄三河線 刈谷市駅から徒歩で約15分。
- 刈谷市公共施設連絡バス小垣江線「司町4丁目」バス停から徒歩で約5分。